# Propaganda Due
«Propaganda Due» (P2, «Пропаганда» № 2, П2) — итальянская масонская ложа, действовавшая c 1945 по 1976 год под юрисдикцией Великого востока Италии, а с 1976 по 1981 год — как дикая ложа. «П2» активно участвовала в политической жизни Италии, Аргентины, Уругвая, Бразилии. После приостановления масонской деятельности ложи (аннулирование патента ложи) её члены обвинялись в терроризме и связях с мафией. «П2» иногда называли «государством в государстве» или «теневым правительством».

## История ложи до 1976 года
Ложа была основана в Турине в 1877 году под названием «Propaganda Massonica». В ложу входили представители дворянства Пьемонта, а также видные чиновники Королевства Италия. Ложа сменила название в 1945 году, когда перешла под юрисдикцию Великого востока Италии (ВВИ), где и находилась до 1976 года.
Официально данная ложа не фигурировала в списках ВВИ, функционируя как секретная личная ложа его великого мастера, обладавшая правом посвящения новых членов, имена которых также не включались в списки членов ВВИ. При возобновлении масонской деятельности ВВИ, после Второй мировой войны, было решено присваивать возобновляющим работы ложам номера путём жеребьёвки; ложе «Пропаганда» достался номер 2 и таким образом она стала именоваться «Пропаганда» № 2, или «П2». Собрания в ней проходили редко и она практически не функционировала.
В 1967 году Личо Джелли, посвящённый в ВВИ в 1965 году в одной из римских лож, был фактически поставлен во главе ложи «П2» тогдашним великим мастером ВВИ.

### Официальное прекращение деятельности
Растущее влияние Джелли начало беспокоить тогдашнего великого мастера, который в конце 1974 года внёс предложение о прекращении деятельности (усыплении) ложи «П2». На конвенте Великого востока Италии, в декабре 1974 года, за её усыпление проголосовали представители 400 из 406 представленных лож. В марте 1975 года Джелли выступил с обвинениями великого мастера в значительных финансовых преступлениях, забрав свои слова назад только после того, как тот выдал патент на возобновление работ ложи «П2», несмотря на то, что ВВИ прекратил её существование всего за четыре месяца до этого. Ложа «П2» стала регулярной, членство в ней больше не было тайным, и Джелли был назначен её досточтимым мастером. В 1976 году Джелли испросил разрешения временно приостановить работы в своей ложе, чтобы она при этом не была усыплена полностью. Этот юридический нюанс позволил ему сохранить некоторую видимость регулярности своего частного клуба, при этом будучи не подотчётным ВВИ.
В 1976 году «П2» была лишена патента и до 1981 года функционировала подпольно, нарушая законодательство Италии, запрещающее членство правительственных чиновников в тайных организациях. Ложа теряет статус масонской и переходит в разряд диких лож, которые никем не признавались (и не признаются) и общение на масонском уровне с которыми не ведётся.
В 1980 году Личо Джелли в одном из интервью проболтался о своём влиянии в масонстве Италии. Разгневанные этим заявлением члены ВВИ провели заседание масонского трибунала, решением которого Джелли в 1981 году был изгнан из ордена, а ложа «П2» закрыта.

## Начало расследования деятельности «П2»
В 1980 году полиция начала в отношении Личо Джелли следствие по обвинению в серии подлогов. В марте 1981 года следователи Джулиано Туроне и Гвидо Виола провели обыск на вилле «Ванда» близ Ареццо, принадлежащей Джелли. В руки полиции попадают документы, ставшие причиной самого крупного скандала в Италии. Наибольший интерес представляют 30 записных книжек-досье на крупных политиков, чиновников, финансистов, а также список ложи «П2», который включал 962 фамилии. Полученные улики дали полиции основания заявить о контактах «П2» с мафией, террористами и международными торговцами оружием.
«П2» обвинили в причастности к похищению лидера ХДП Альдо Моро в 1978 году и взрыву на вокзале в Болонье в 1980 году, в возможных связях с ЦРУ.
Туроне и Виола составили доклад на имя президента Италии, в котором сообщили, что «найденная документация свидетельствует о существовании тайной организации, опасной для государственных институтов». Список членов «П2» попадает в личный сейф премьер-министра А.Форлани, который решил обнародовать документ.

## Обнародование «списка Джелли» и его последствия
20 мая 1981 года список попадает в редакции газет и информагентств. Разражается скандал, который смёл кабинет Форлани. В списке оказались министр труда Франко Фоски, министр внешней торговли Энрико Манка, политический секретарь Итальянской социал-демократической партии Пьетро Лонго, вице-министр обороны Паскуале Бандлеро, руководитель спецслужбы СИСМИ генерал Джузеппе Сановито, один из его сотрудников генерал Пьетро Музумечи, прокурор Рима Кармелло Спаньуоло, начальник генштаба адмирал Торризи, вице-президент высшего совета магистратуры Уго Дезилетти, начальник канцелярии премьера Семпирини, генерал Вито Мичели, бывший глава итальянской секретной службы, замешанный в попытке неофашистского переворота в 1974 году. Кроме того, в списке фигурировали имена Сильвио Берлускони и ряда его будущих политических союзников, а также членов хунты аргентинского диктатора Виделы.
Всего в списке фигурировали 23 депутата, 10 префектов, 6 адмиралов, 7 генералов финансовой гвардии, 10 генералов корпуса карабинеров, около ста президентов частных и государственных фирм, 47 директоров банков, высокопоставленных офицеров, крупных юристов, журналистов и политических деятелей. Под контролем «П-2» находились 4 издательства и 22 газеты. Через 17 филиалов ложа контролировала почти всю территорию Италии.
Джелли удалось покинуть страну. Специальная парламентская комиссия расследовала его прошлое и нашла целый ряд весьма компрометирующих знакомств, например, с обвинённым в подлоге банкиром Роберто Кальви и банкиром Микеле Синдоной (в 1979 году арестован в США за подлог и убийство). Комиссия вынесла заключение, что деятельность «П-2» попадает под действие 18-й статьи конституции Италии, запрещающей «секретные организации, преследующие, хотя бы и косвенно, политические цели путём создания структуры военного характера».
Однако дальнейшее расследование застопорилось в связи с рядом смертей. От пуль убийц гибли ключевые свидетели, судьи, адвокаты и журналисты, проводившие собственные расследования.
На конвенте Великого востока Италии, в марте 1982 года, ни один из великих офицеров, задействованных в этом скандале, не был переизбран на следующий срок.

## Киновоплощения
По мотивам истории, связанной с ложей «П2», в СССР был снят и вышел в прокат в 1983 году художественный фильм «Тайна виллы „Грета“», в котором режиссёр Тамара Лисициан попыталась отразить политическую ситуацию в Италии, связанную с деятельностью этой псевдоложи.